# Shisō Kanaguri

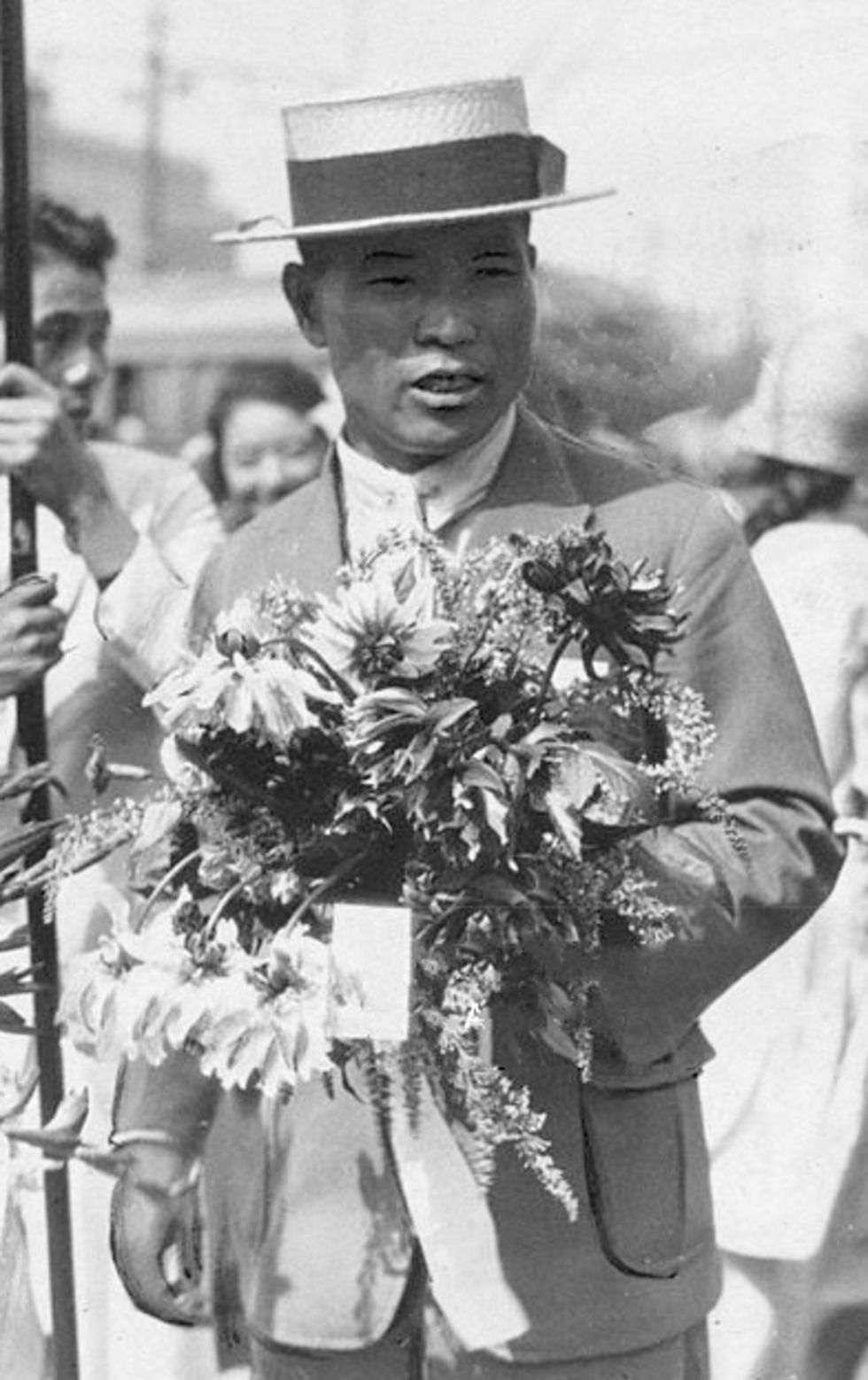
Shisō Kanaguri en 1924.

Shisō Kanaguri (en japonés 金栗 四三, Kanaguri Shisō o Kanakuri Shizō, 20 de agosto de 1891 – 13 de noviembre de 1984) fue un atleta y corredor de maratones japonés.

## Vida
Kanaguri es especialmente conocido por abandonar el maratón de los Juegos Olímpicos de 1912 en el que había participado en la primera delegación japonesa. Abandonó la carrera debido al calor y regresó a Japón sin notificárselo a los jueces de carrera. Las autoridades suecas le dieron por desaparecido durante cincuenta años hasta descubrir que estaba viviendo en su país y que además había competido en sucesivos maratones olímpicos. En 1966, la Televisión Sueca se puso en contacto con él y le ofreció terminar la carrera. Aceptó y completó el maratón en un tiempo de 54 años, 8 meses, 6 días, 8 horas, 32 minutos y 20,3 segundos.
En los Juegos Olímpicos de 1920 había completado la carrera en 2 horas, 48 minutos y 45,4 segundos, quedando decimosexto. Sin embargo, en los juegos de 1924 tampoco pudo completar el maratón.